# Sender Krvavec
Der Sender Krvavec ist ein Großsender der Radiotelevizija Slovenija für Hörfunk und Fernsehen auf dem 1900 Meter hohen Berg Krvavec, 25 Kilometer entfernt von Ljubljana.

## Geschichte

### Bau und Inbetriebnahme
Der Krvavec ist seit Anfang der 1950er Jahre Standort eines Rundfunksenders. Nachdem anfangs nur ein Provisorium verwendet wurde, baute man 1957 bereits den ersten endgültigen Sendeturm und nahm in als Fernsehsender am 14. Februar 1957 in Betrieb.

### Beginn der Fernsehsendungen
Anfangs übernahm man ausschließlich das Programm der italienischen RAI, da es im ehemaligen Jugoslawien zu dieser Zeit keine eigenen Rundfunksendungen für Slowenien gab. Ein Jahr nach der Inbetriebnahme wechselte man jedoch auf das für ganz Jugoslawien produzierte Programm JRT aus Belgrad, das mithilfe einer Richtfunkleitung vom Senderstandort Sljeme in Kroatien zugeführt wurde. Seit dem 24. Mai 1965 sendete man auch ein zweites Programm von diesem Senderstandort. Im Jahr 1966 begann man testweise mit den ersten Farbsendungen und übernahm zeitweise erneut das Signal in der RAI, bis es ab dem 3. März 1970 auch Farbsendungen aus Slowenien gab. Am 5. Mai 1990 kam anlässlich des Eurovision Song Contest in Zagreb auch Stereo dazu.

### Eröffnung
Die Eröffnungsfeierlichkeiten für die Sendeanlage auf dem Krvavec fanden am 12. November 1960 statt. Zu dieser Zeit betrug die Sendeleistung des Fernsehprogramms 1 Kilowatt, nachdem bei der Inbetriebnahme nur mit 250 Watt gesendet wurde.

### Beginn der Radiosendungen
Radiosendungen über UKW wurden erstmals 1961 vom Krvavec ausgestrahlt. Anfangs wurde nur das zweite Programm übertragen, bis am 28. November 1966 auch das erste und schließlich am 15. Juni 1969 auch das dritte Programm dazukam. Stereosendungen wurden ab dem 4. März 1967 ausgestrahlt. Zu dieser Zeit betrug die Sendeleistung der UKW-Sender 10 Kilowatt.

### Modernisierung in den 1980er Jahren
In den 1980er Jahren folgten umfangreiche Modernisierungen an der Sendeanlage in Krvavec, nicht nur das Sendergebäude wurde von 1981 bis 1985 neugebaut, sondern auch der Sendeturm, der Ende 1988 fertiggestellt wurde.

### Zerstörung
Am 2. Juli 1991 wurde die Sendeanlage während des slowenischen Unabhängigkeitskriegs von jugoslawischen Kampfflugzeugen schwer beschädigt; der daraus resultierende Schaden wurde mit einer halben Million Euro beziffert. Später wurde ein neuer Sendeturm gebaut; der alte musste aufgrund starker Schäden abgerissen werden.

### Heute
Heute misst der Stahlbetonturm, der auf dem Sendergebäude steht 100 Meter. Er versorgt weite Teile Sloweniens mit Radio- und Fernsehprogrammen und ist auch in Teilen der angrenzenden Länder zu empfangen. Für die Ausstrahlung auf UKW werden Sender der Firma Harris mit 10 Kilowatt Ausgangsleistung verwendet.

## Frequenzen und Programme

### Analoger Hörfunk (UKW)
| Frequenz (MHz) | Programm       | RDS PS   | RDS PI | Regionalisierung | ERP (kW) | Antennendiagramm rund (ND)/gerichtet (D) | Polarisation horizontal (H)/vertikal (V) |
| -------------- | -------------- | -------- | ------ | ---------------- | -------- | ---------------------------------------- | ---------------------------------------- |
| 91,8           | Slovenija 1    | __PRVI__ | 9201   | –                | 100      | D (150–280°)                             | H                                        |
| 98,9           | VAL 202        | VAL_202_ | 9202   | –                | 100      | D (150–280°)                             | H                                        |
| 102,0          | ARS            | __ARS___ | 9203   | –                | 100      | D (150–280°)                             | H                                        |
| 104,5          | Radio Ognjišče | OGNJISCE | 932F   | –                | 100      | D (150–280°)                             | H                                        |

### Digitaler Hörfunk (DAB)
Die Testausstrahlung von DAB war nur bis zum 12. November 2013 lizenziert und wurde danach eingestellt. Es wurden die 4 landesweiten Programme von RTV Slovenija mit einer Bitrate von jeweils 192 kBit ausgestrahlt. Von 2016 strahlt der Sender Radioprogramme im DAB+-Betrieb.
| Block | Multiplex | Programme | ERP (in kW) | Antennendiagramm rund (ND), gerichtet (D) |
| ----- | --------- | --- | ----------- | ----------------------------------------- |
| 10D   | R1        | - Radio Slovenija 1 – Prvi - Radio Slovenija 2 – VAL202 - Radio Slovenija 3 – ARS - Radio Slovenia International - Radio Ognjišče - Radio Center - Radio 1 - Radio 1 80-a - Rock Radio - Radio Veseljak - Net FM - Radio Študent - Radio City - Radio Ekspres - Radio Aktual - Radio Salomon | 5           | V                                         |

| Block | Multiplex | Programme | ERP (in kW) | Antennendiagramm rund (ND), gerichtet (D) |
| ----- | --------- | --- | ----------- | ----------------------------------------- |
| 12B   | R2 E      | - Radio Koper - Radio Capodistria - Radio 94 - Radio Sora - Primorski val - Radio Robin - Radio Triglav - Best FM - Radio Capris - Radio Antena - Radio BOB - Radio Kranj | 2           | V                                         |

### Digitales Fernsehen (DVB-T)
DVB-T wird im Gleichwellenbetrieb (SFN) mit anderen Senderstandorten ausgestrahlt:
| Kanal | Frequenz (in MHz) | Multiplex    | Programme im Multiplex | ERP (in kW) | Antennen- diagramm rund (ND) / gerichtet (D) | Polarisation horizontal (H) / vertikal (V) |
| ----- | ----------------- | ------------ | --- | ----------- | -------------------------------------------- | ------------------------------------------ |
| 32    | 562               | MUX-A/Center | - TV SLO 1 HD - TV SLO 2 HD - TV SLO 3 HD - TV Koper - TV Maribor - Vaš kanal                                                                            | 25          | ND                                           | H                                          |
| 38    | 610               | MUX-C        | - TV Veseljak - Nova24TV - Fox Life - Fox Crime - Fox Movies - National Geographic - Viasat History - Pop TV - Kanal A - Brio - Kino - Oto - Obvestilo C | 100         | ND                                           | H                                          |

Bis Mitte 2012 wurde auch ein Mux B des norwegischen Betreibers Norkring auf Kanal 64 verbreitet, der Betreiber hat sich aber aus dem slowenischen Markt zurückgezogen.

### Analoges Fernsehen (PAL)
Bis zur Umstellung auf DVB-T im Jahr 2010 diente der Senderstandort weiterhin für analoges Fernsehen:
| Kanal | Frequenz (MHz) | Programm | ERP (kW) | Sendediagramm rund (ND)/ gerichtet (D) | Polarisation horizontal (H)/ vertikal (V) |
| ----- | -------------- | -------- | -------- | -------------------------------------- | ----------------------------------------- |
| 5     | 93,25          | TV SLO 1 | 50       | D (190°)                               | H                                         |
| 21    | 471,25         | TV SLO 2 | 50       | D (190°)                               | H                                         |
| 34    | 575,25         | Kanal A  | 50       | D (190°)                               | H                                         |
| 58    | 767,25         | Pop TV   | 50       | D (190°)                               | H                                         |
| 68    | 847,25         | TV 3     | 50       | D (190°)                               | H                                         |

## Andere Sendeanlagen
Neben dem Stahlbetonturm befindet sich noch ein kleinerer abgespannter Stahlrohrmast, der dieses Radioprogramm ausstrahlt:
| Frequenz (MHz) | Programm | RDS PS              | RDS PI | Regionalisierung | ERP (kW) | Antennendiagramm rund (ND)/gerichtet (D) | Polarisation horizontal (H)/vertikal (V) |
| -------------- | -------- | ------------------- | ------ | ---------------- | -------- | ---------------------------------------- | ---------------------------------------- |
| 88,4           | Radio 1  | RADIO_1_ / ENA_KR__ | 9357   | Kranj/Krvavec    | 2        | D (110–240°)                             | H                                        |